# De Luxe Annie
De Luxe Annie (o Deluxe Annie) è un film muto del 1918 diretto da Roland West.

## Trama
Corsa in aiuto del marito alle prese con una coppia di malviventi, Julie Kendal riceve un colpo in testa e perde la memoria. Finisce poi per mettersi con uno dei due delinquenti, Jimmy Fitzpatrick, che è stato lasciato dalla sua complice, soprannominata De Luxe Annie. Un giorno, i due finiscono per trovare rifugio nella casa estiva dei Kendal, dove Julie ritrova il marito e, con l'assistenza del dottor Niblo, riuscirà a ritrovare la memoria.

## Produzione
Il film fu prodotto dalla Norma Talmadge Film Corporation.

## Distribuzione
Distribuito dalla Select Pictures Corporation, il film uscì nelle sale cinematografiche USA il 19 maggio 1918. In Francia, venne distribuito con il titolo L'Irresponsable il 17 ottobre 1919; in Finlandia l'11 settembre 1922.
Copia della pellicola viene conservata negli archivi della Library of Congress.